# Темсах
Темсах — газоконденсатне родовище в єгипетському секторі Середземного моря, розташоване за 65 км від Порт-Саїду.

## Характеристика
Перші розвідувальні свердловини Temsah-1 та Temsah-2 пробурила у 1977 та 1981 роках компанія Mobil. Вони мали за мету досягти відкладів крейдового періоду, проте цьому завадили технічні проблеми при бурінні. В той же час, у залягаючих вище горизонтах міоцену виявили значні прошарки пісковиків, при цьому Temsah-2 показала на тестуванні наявність тут вуглеводнів.
У 1992—1996 роках компанія AGIP (невдовзі придбана італійським нафтогазовим гігантом Eni) в партнерстві з Amoco здійснила буріння на Темсах восьми свердловин. На цей раз метою стало дослідження розташованих на глибині до 4 км відкладень міоцену, де в горизонтах серавалію (формація Сіді-Салім з товщиною пісковиків від 50 до 150 метрів) та тортонського ярусу (формація Вакар з товщиною до 60 метрів) виявили значні поклади природного газу в пісковиках турбідітового походження.
Початок розробки Темсах припав на 1999 рік. Родовище, розташоване в районі з глибиною моря 78 метрів, підключили до дистанційно керованої платформи,яку встановив плавучий кран великої вантажопідйомності Pearl Marine. 
Видача продукції відбувається по трубопроводу Темсах – Ель-Гаміль до берегового газопереробного заводу.
У серпні 2004-го на Темсах сталась аварія, яка призвела до загибелі самопідіймальної бурової установки "GSF Adriatic IV" та втрати платформи. В подальшому 
Запаси газу родовища Темсах оцінили у 84 млрд м3.
Планувалось, що виявлене у середині 2010-х років гігантське родовище Зохр може бути підключене до інфраструктури Темсаху для найшвидшого введення у експлуатацію, втім, у підсумку для Зохр в стислі терміни спорудили постійні потужності.